# Uma Aaltonen
Ulla-Maija (Uma) Aaltonen, född 28 augusti 1940 i Vichtis, död 13 juli 2009 i Helsingfors, var en finländsk författare och politiker. 
Aaltonen skrev finskspråkiga barn- och ungdomsböcker, framför allt om hästar, hundar och andra djur, vilka nådde stor popularitet. Hon var elektor för Gröna förbundet i presidentvalet 1988, ordförande i folkrörelsen Första kvinnan 1993 och ledamot av Europaparlamentet 2003–2004.
Under sin tid i Europaparlamentet var Aaltonen ledamot av utskottet för rättsliga frågor och den inre marknaden, utskottet för kvinnors rättigheter och jämställdhetsfrågor och delegationen till den gemensamma parlamentarikerkommittén EU-Estland samt suppleant för utskottet för framställningar.